# Серебряная ветка
«Серебряная ветка» (англ. The Silver Branch) — историческая повесть английской писательницы Розмэри Сатклиф, посвящённая Британии времён Римской империи (конец III века) и опубликованная в 1957 году. Вторая часть трилогии, продолжение романа «Орёл Девятого легиона».

## Сюжет
Действие повести происходит в Римской Британии в конце III века. Главные герои — двое молодых римлян, Тиберий Луций Юстиниан и Марцелл Флавий Аквила, прямые потомки Понтия Аквилы из «Орла девятого легиона»; связь поколений подчёркивается с помощью кольца в виде дельфина, которое перешло по наследству к Марцеллу. Герои оказываются втянуты в борьбу за власть между британским императором-сепаратистом Караузием и его приближённым Аллектом. Караузий, описанный в романе как положительный персонаж, погибает, но в финале римские войска разбивают Аллекта, и Британия снова становится частью единой империи.
В коротком предисловии Сатклифф уточняет, что Караузий, «предатель Аллект», легат Юлий Асклепиодот и цезарь Констанций I Хлор существовали в реальности и что, рассказывая о вымышленных событиях, она в ряде случаев опиралась на данные археологии.

## Публикация и оценки
«Серебряная ветка» была опубликована в 1957 году и стала продолжением «Орла Девятого легиона», изданного тремя годами ранее. Эти произведения Сатклифф создавала во многом под влиянием недавно закончившейся Второй мировой войны. Это заметно, когда она пишет о саксах, угрожающих Британии вторжением: в «Серебряной ветке» они описаны одним из персонажей как «жаждущие крови дикари, безумные дикие животные». В третьей части цикла, романе «Факелоносцы», оценки существенно смягчились.